# Metapenaeopsis barbata
Metapenaeopsis barbata är en kräftdjursart som först beskrevs av De Haan 1844.  Metapenaeopsis barbata ingår i släktet Metapenaeopsis och familjen Penaeidae. Inga underarter finns listade i Catalogue of Life.